# Io sono Mia
Io sono Mia är en italiensk dramafilm från 2019. Filmen är regisserad av Riccardo Donna, som även skrivit manus tillsammans med Monica Rametta (med råd från Loredana Bertè och Olivia Bertè).
Filmen handlar om Mia Martinis liv, hennes karriär som sångerska, hennes syster Loredana, de manager som hon samarbetade med och hennes våldsamma relation till sina föräldrar.

## Rollista
- Serena Rossi: Mia Martini
- Maurizio Lastrico: Andrew
- Lucia Mascino: Sandra Neri
- Dajana Roncione: Loredana Bertè
- Antonio Gerardi: Alberigo Crocetta
- Nina Torresi: Alba Calia
- Daniele Mariani: Anthony
- Francesca Turrin: Mia's manager
- Fabrizio Coniglio: Roberto Galanti
- Gioia Spaziani: Maria Salvina Dato
- Duccio Camerini: Giuseppe Radames Bertè
- Simone Gandolfo: chiefredactor
- Corrado Invernizzi: Charles Aznavour
- Edoardo Pesce: Franco Califano
- Mauro Serio: medical doctor